# 喀山事务府
喀山事务府（俄语：Приказ Казанского дворца）是俄罗斯沙皇国中央政府於16世纪中叶至18世纪初期間設置的一個地方机构。該機構主要負責管轄當時俄罗斯沙皇国东南部的领土。喀山事务府於1708年彼得一世地方行政改革期間被撤銷。

## 事件
- 1645年喀山事務府發生嚴重火災
- 1647年喀山事務府重建工程完成
- 1708年喀山事务府於1708年彼得一世地方行政改革（俄语：Областная реформа Петра I）期間被撤銷